# Eugenia floscellus
Eugenia floscellus är en myrtenväxtart som beskrevs av Carlos Maria Diego Enrique Legrand. Eugenia floscellus ingår i släktet Eugenia och familjen myrtenväxter. Inga underarter finns listade i Catalogue of Life.